# Йеттел България
„Йеттел България“ ЕАД е българско далекосъобщително предприятие със седалище в София.
„Йеттел“ е един от трите доставчици на мобилна телефония в страната, наред с „А1 България“ и „Виваком България“, с над 3,2 милиона активни потребители. Към 2021 г. услугите на компанията са достъпни за 99,8% от населението, a 5G мрежата ѝ покрива 61% от населението. Към 2021 г. тя има оперативни приходи от 836 милиона лева, чиста печалба от 211 милиона лева и около 1600 служители със 182 търговски обекта.
Основана през 2001 г., компанията първоначално оперира под търговската марка „Глобул“. През 2013 г. тя е придобита от норвежката група Теленор Груп и от следващата година започва да използва марката „Теленор“. През 2018 г. става част от конгломерата PPF Group, създаден от чешкия финансист Петър Келнер, като първоначално запазва търговската марка „Теленор“, а през 2022 г. я променя на Yettel.

## История
Компанията е наследник на „Космо България Мобайл“ – вторият GSM оператор в България след „Мобилтел“, който извършва търговска дейност от 2001 г. с марката Глобул. През април 2013 г. норвежката компания Telenor Group закупува 100% от акциите ѝ за 717 милиона евро.
На 16 октомври 2014 г. норвежката компания започва ребрандиране с търговска марка Telenor.
На 19 февруари 2018 г. Telenor Group обявява, че е подписала с PPF Group споразумение за продажбата на операторите си в Унгария, Сърбия, Черна гора и България. PPF Group е чешко инвестиционно дружество, собственост на Петр Келнер.
В края на юли 2018 г. Европейската комисия официално одобрява придобиването на дейността на норвежкия телеком Telenor Group в 4-те страни от чешката група PPF. Решението на ЕК идва само 11 дни след като българската Комисия за защита на конкуренцията спря сделката за „Нова телевизия“, която също трябваше да стане собственост на PPF. Общата сума по трансакцията е 2,8 млрд. €, като според предварително подписания договор българското звено се оценява на 810 млн. €.

## Услуги
„Йеттел България“ предоставя пълен спектър от телекомуникационни услуги: мобилни, фиксирани и пренос на данни. На 16 ноември 2018 г. компанията стартира свой онлайн магазин, а услугата се казва „Купи онлайн“. Магазинът предлага различни модели телефони и аксесоари, а клиентите могат да подновят своя договор през платформата. Също така „Йеттел България“ предлага ексклузивни продукти и оферти, достъпни само през онлайн услугата.
На 03 декември 2024 г. „Йеттел България“ извести своите клиенти чрез SMS, че възнамерява да предостави непоискана от клиентите си услуга срещу заплащане. Увеличенията в месечните планове са в размер на 2 лв и 3 лв, за някои планове това увеличение е над 9%, въпреки че действащото законодателство забранява доставката на стоки и услуги срещу заплащане, когато те не са били заявени от потребителите.

## Мрежа

### Честоти
- GSM 900 MHz
- UMTS 900, 2100 MHz
- LTE 900 MHz (Band 8), 1800 MHz (Band 3), 2100 MHz (Band 1), 2600 MHz (Band 7)
- 5G NR 3600 MHz (Band n78)

### 4G LTE
От 1 декември 2015 „Теленор България“ пуска в своята мрежа услуга 4G LTE, достъпна в 53 града и 2 курорта, покривайки 56,73% от населението на страната. Скоростите на интернет достигат до 75 Mbps. През 2016 г. се очаква разширение на покритието и за още дестинации по Черноморието.